# 建中靖国
建中靖国（けんちゅうせいこく）は、中国・北宋の徽宗の治世で用いられた元号。1101年。

## 西暦・干支との対照表
| 建中靖国 | 元年   |
| 西暦     | 1101年 |
| 干支     | 辛巳   |
| 遼       | 乾統元 |
| 西夏     | 貞観元 |